# Marathon van Fukuoka 1979
De marathon van Fukuoka 1979 werd gelopen op zondag 2 december 1979. Het was de 33e editie van de marathon van Fukuoka. Aan deze wedstrijd mochten alleen mannelijke elitelopers deelnemen. De Japanner Toshihiko Seko kwam als eerste over de streep in 2:10.35. Aangezien dit evenement dienst als Japans kampioenschap op de marathon veroverde hij hiermee tevens de nationale titel.

## Uitslagen
| rang   | naam                      | land | tijd    |
| ------ | ------------------------- | ---- | ------- |
| Goud   | Toshihiko Seko            | JPN  | 2:10.35 |
| Zilver | Shigeru So                | JPN  | 2:10.37 |
| Brons  | Takeshi So                | JPN  | 2:10.40 |
| 4      | Bernard Ford              | ENG  | 2:10.51 |
| 5      | Chang-Sop Cho             | PRK  | 2:11.40 |
| 6      | William Scott             | AUS  | 2:11.55 |
| 7      | Christopher Wardlaw       | AUS  | 2:11.55 |
| 8      | Kunimitsu Ito             | JPN  | 2:12.08 |
| 9      | Kevin B Ryan              | NZL  | 2:12.33 |
| 10     | Yutaka Taketomi           | JPN  | 2:12.47 |
| 11     | Setymkoel Dshoemanassarov | URS  | 2:14.05 |
| 12     | Hiroshi Yuge              | JPN  | 2:14.12 |
| 13     | Kevin McCarey             | USA  | 2:15.01 |
| 14     | Mihail Kousis             | GRE  | 2:16.14 |
| 15     | Rodolfo Gómez             | MEX  | 2:16.18 |
| 16     | Mitsuo Suzuki             | JPN  | 2:16.19 |
| 17     | Craig Virgin              | USA  | 2:16.59 |
| 18     | John Lodwick              | USA  | 2:17.01 |

1947 ·
1948 ·
1949 ·
1950 ·
1951 ·
1952 ·
1953 ·
1954 ·
1955 ·
1956 ·
1957 ·
1958 ·
1959 ·
1960 ·
1961 ·
1962 ·
1963 ·
1964 ·
1965 ·
1966 ·
1967 ·
1968 ·
1969 ·
1970 ·
1971 ·
1972 ·
1973 ·
1974 ·
1975 ·
1976 ·
1977 ·
1978 ·
1979 ·
1980 ·
1981 ·
1982 ·
1983 ·
1984 ·
1985 ·
1986 ·
1987 ·
1988 ·
1989 ·
1990 ·
1991 ·
1992 ·
1993 ·
1994 ·
1995 ·
1996 ·
1997 ·
1998 ·
1999 ·
2000 ·
2001 ·
2002 ·
2003 ·
2004 ·
2005 ·
2006 ·
2007 ·
2008 ·
2009 ·
2010 ·
2011 ·
2012 ·
2013 ·
2014 ·
2015 ·
2016 ·
2017